# 凡人歌
《凡人歌》是一首華語流行歌曲，由臺灣音樂家李宗盛作曲作詞及演唱，為1991年台湾电视公司古裝武俠电视剧《碧海情天》的主題曲，收錄於《美麗新世界第3輯——大風吹》錄音室專輯。后被多次翻唱。也是2017年電影《健忘村》的片尾曲。1994年台視32周年台慶特別節目《台視卅二周年台慶演唱會》中由楊烈主唱。

## 作者
作词：李宗盛

作曲：李宗盛

## 演唱者、录音室专辑、发行时间、演唱会表演
- 李宗盛——《杨佩佩精装大戏主题曲》——1992
- 江淑娜——《半调子3》——1992
- 高胜美——《经典金选2》——1992
- 李宗盛——《理性与感性 作品音乐会》（演唱会专辑）——2007
- 刘晓——《谈笑一生》——2009
- 纵贯线——《Live in Taipei 出发/终点站》（演唱会专辑）——2010
- 伍佰&China Blue、五月天、張震嶽——《快乐天堂 滚石30演唱会》（演唱会专辑）——2013
- 兄弟本色——《凡人》（改編）——2016
- 田馥甄—— 浙江衛視《夢想的聲音》——2016
- 五月天 & 萧敬腾——电影《健忘村》片尾——2017/1/26，同年3月20日发行单曲专辑[1]与MV[2]
- 张震嶽 & MC HotDog战队—— 爱奇艺《中国有嘻哈》——2017